# Идейе, Браун
Браун Аиде Идейе (англ. Brown Aide Ideye; род. 10 октября 1988) — нигерийский футболист, нападающий  клуба «Аль-Ярмук». Выступал за сборную Нигерии.

## Карьера
По непроверенным данным Браун Идейе начал карьеру в команде его родного города, «Байельса Юнайтед». Сам Идейе факт своей игры за «Байельса Юнайтед» отрицает. 1 июля 2006 года он перешёл в другой нигерийский клуб, «Оушен Бойс». В первом же сезоне в новой команде Браун выиграл чемпионат Нигерии. 16 декабря 2007 года он перешёл в швейцарский клуб «Ксамакс», заплативший за трансфер форварда 130 тыс. евро. До перехода в «Ксамакс», Браун провёл неудачный просмотр в голландском «Виллеме». В «Ксамаксе» Браун стал основным бомбардиром команды, забив в 55 матчах 23 мяча.
21 января 2010 года Браун перешёл во французский «Сошо», который выкупил 70 % прав на игрока за 4,2 млн евро. Контракт с нигерийцем был подписан на 3 года. В дебютной игре за клуб в Кубке Франции с «Ле-Маном» Браун забил два гола и заработал пенальти.

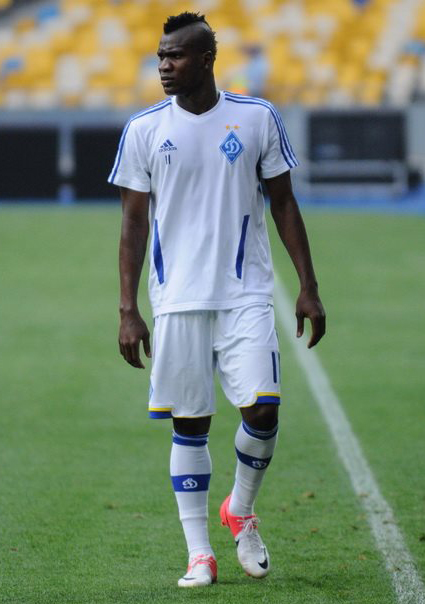
Идейе в составе «Динамо» (Киев)

6 июля 2011 года Идейе перешёл в киевское «Динамо», заплатившее за трансфер футболиста 8 млн евро. Контракт с футболистом был подписан на 5 лет. В составе «бело-синих» дебютировал 16 июля в матче против «Александрии», выйдя на замену вместо Огнена Вукоевича на 46 минуте, отметив первое появление двумя голами и голевым пасом. В своём следующем официальном матче забил дважды в ворота «Оболони». Таким образом он установил рекорд киевского «Динамо» в чемпионатах Украины как новичок, в первых двух играх оформивший два дубля. 7 августа 2012 года Идейе забил победный гол в ответном матче третьего раунда квалификации Лиги чемпионов УЕФА 2012/13 против «Фейеноорда», в котором «Динамо» в конечном итоге прошло дальше. Он также забил гол «Боруссии Мёнхенгладбах» в ответном матче раунда плей-офф. «Менхенгладбах» выиграл игру со счетом 2:1, но киевляне вышли в групповой этап Лиги чемпионов по общему счету 4:3.
В 2014 году перешёл в «Вест Бромвич Альбион» за 10 млн евро.
31 августа 2015 года перешёл в пирейский «Олимпиакос». Сумма трансфера составила 5,2 млн евро. За два сезона в составе «красно-белых» сыграл 44 матча и забил 23 гола. Стал двух кратным чемпионом Греции.
В 2017 году Идейе перешёл в клуб китайской Суперлиги «Тяньцзинь Тэда». 29 января 2018 года Браун вернулся в Европу, подписав соглашение с испанской «Малагой», которая арендовала футболиста до конца сезона.

## Выступления в сборных
В 2007 году Браун играл в составе сборной до 20 лет на молодёжном чемпионате мира, где провёл 5 игр и забил 1 гол в ворота Коста-Рики. Затем Браун играл со сборной до 23 лет. В 2010 году Браун поехал на чемпионат мира, заменив в составе травмировавшегося перед турниром Джона Оби Микеля.
Чтобы забить дебютный гол за сборную Нигерии, ему понадобилось пять матчей. Это произошло 15 ноября 2012 года в товарищеском матче c Венесуэлой на 49-й минуте матча. Матч состоялся в Майами.
22 января сыграл за сборную Нигерии 78 минут на Кубке африканских наций. Отметился искусным голевым пасом на игрока московского «Спартака» Эменике.

## Достижения
«Оушен Бойс»
- Чемпион Нигерии: 2007

«Динамо» (Киев)
- Вице-чемпион Украины: 2011/12
- Бронзовый призёр чемпионата Украины: 2012/13
- Обладатель Кубка Украины: 2013/14

«Олимпиакос»
- Чемпион Греции: 2015/16

Сборная Нигерии
- Обладатель Кубка африканских наций: 2013

## Клубная статистика
По состоянию на 20 апреля 2013 года
| Клуб             | Сезон            | Чемпионат | Чемпионат | Кубок | Кубок | Еврокубки | Еврокубки | Всего | Всего |
| Клуб             | Сезон            | Игры      | Голы      | Игры  | Голы  | Игры      | Голы      | Игры  | Голы  |
| ---------------- | ---------------- | --------- | --------- | ----- | ----- | --------- | --------- | ----- | ----- |
| Ксамакс          | 2007/08          | 5         | 1         | —     | —     | —         | —         | 5     | 1     |
| Ксамакс          | 2008/09          | 33        | 10        | —     | —     | —         | —         | 33    | 10    |
| Ксамакс          | 2009             | 17        | 12        | 3     | 4     | —         | —         | 20    | 16    |
| Итого за Ксамакс | Итого за Ксамакс | 55        | 23        | 3     | 4     | —         | —         | 58    | 27    |
| Сошо             | 2010             | 17        | 2         | 3     | 3     | —         | —         | 20    | 5     |
| Сошо             | 2010/11          | 35        | 15        | 3     | 2     | —         | —         | 38    | 17    |
| Итого за Сошо    | Итого за Сошо    | 52        | 17        | 6     | 5     | —         | —         | 58    | 22    |
| Динамо (Киев)    | 2011/12          | 27        | 12        | 1     | 0     | 10        | 2         | 38    | 14    |
| Динамо (Киев)    | 2012/13          | 28        | 17        | 1     | 0     | 11        | 4         | 40    | 21    |
| Итого за Динамо  | Итого за Динамо  | 56        | 29        | 2     | 0     | 21        | 6         | 78    | 35    |
| Итого за карьеру | Итого за карьеру | 153       | 69        | 11    | 9     | 21        | 6         | 185   | 83    |